# Alliance fatale (téléfilm)
Alliance fatale (Widow's Kiss) est un téléfilm américain réalisé par Peter Foldy (en), diffusé en 1996.

## Synopsis
un avocat veuf entre en relation avec sa cliente veuve.

## Fiche technique
- Titre original : Widow's Kiss
- Réalisation : Peter Foldy (en)
- Scénario : Mark Donnelly
- Photographie : Doyle Smith
- Musique : Robert Sprayberry
- Pays : États-Unis
- Durée : 100 min

## Distribution
- Beverly D'Angelo : Vivian Fairchild
- Bruce Davison : Justin Sager
- Mackenzie Astin (en) : Sean Sager
- Dennis Haysbert : Eddie Costello
- Anna Maria Horsford : Lavanda Harrison
- Barbara Rush : Edith Fitzpatrick
- Michael Woolson (en) : Paul Fairchild
- Leslie Horan : Kelly Givens
- Brad Joseph Dubin : Chris Shelby
- Patrick Thomas : Sergent Burnette